# Lukavec (Ivanec)
Lukavec falu Horvátországban Varasd megyében. Közigazgatásilag Ivanechez tartozik.

## Fekvése
Varasdtól 13 km-re délnyugatra, községközpontjától 7 km-re keletre fekszik. 

## Története
A települést I. Ferdinánd király 1564-ben kelt oklevelében említik "Lokavcz" alakban. Ebben a király megerősíti a gersei Pethő családot birtokaiban. 1650-ben III. Ferdinánd oklevelében melyben birtokokat adományozott Varasd vármegye akkori főprépostjának, Dénes fia Miklósnak a bélai uradalom részeként Lukavec is szerepel. 
1857-ben 44, 1910-ben 121 lakosa volt. 1920-ig Varasd vármegye Ivaneci járásához tartozott. 2001-ben 32 háztartása és 137 lakosa volt. 

## Külső hivatkozások
- Ivanec város hivatalos oldala
- Az ivaneci turisztkai egyesület honlapja
- Lejla Dobronić: A templomos, a johannita és a szentsír lovagok rendházai, várai és templomai